# NGC 7801
NGC 7801 je otevřená hvězdokupa v souhvězdí Kasiopeji. Objevil ji John Herschel 8. září 1829. Její rektascenze 0h 0m 20s pro epochu J2000 je nejnižší ze všech NGC objektů.